# 에보 유나이티드
에보 유나이티드는 라오스의 축구단이다. 라오스 프리미어리그에 참가했지만 2019시즌 6위를 기록하며 2부로 강등되었다.